# Ивановска митрополија
Ивановска митрополија (рус. Ивановская митрополия) митрополија је Руске православне цркве.
Образована је одлуком Светог синода од 6. јуна 2012, а налази се у оквиру граница Ивановске области. У њеном саставу се налазе три епархије: Иваново-Возњесенска, Кињешемска и Шујска.